# Литературный конкурс имени Даниила Хармса «Четвероногая ворона»

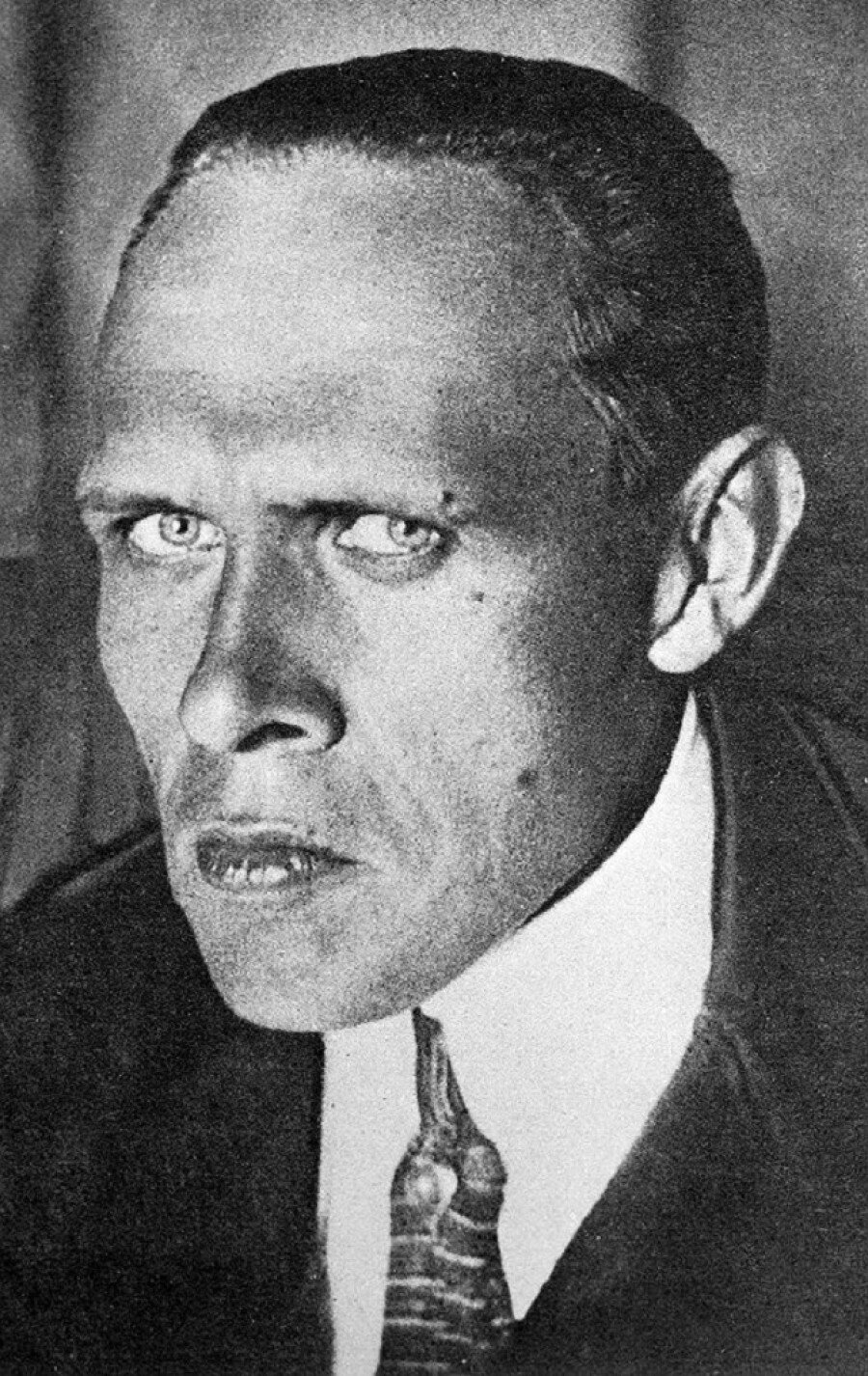
Дании́л Хармс — русский, советский писатель, поэт и драматург. Участник объединения ОБЭРИУ.

Литерату́рный ко́нкурс и́мени Дании́ла Ха́рмса «Четвероно́гая воро́на» — конкурс юмористической и абсурдной поэзии и малой прозы. Проводится в Санкт-Петербурге в рамках Международного литературного фестиваля «Петербургские мосты» с 2006 года. 
До 2013 года проводился в форме турнира, предполагал непосредственное участие финалистов, лучший из которых выбирался во время выступления на финальной церемонии. 
С 2013 года победителя определяет жюри на стадии предварительного отбора и объявляется во время финала.

## Участие
Конкурс является открытым, не требуется номинации от литературного объедения или творческого союза. Автор составляет и присылает подборку своих работ сам. В конкурсе участвуют авторы юмористической и абсурдной поэзии, а также малой прозы и драматургии.

## Цель
Выявление талантливых современных русскоязычных поэтов, прозаиков и драматургов, пишущих в жанре иронического абсурда. 

## Лауреаты
- 2006 год: Первое место — Виктор Самойлов; второе место — Роман Осминкин; половина третьего — Дмитрий Богатырев; вторая половина третьего — Андрей Воркунов.
- 2007 год: Первое место — Анка Упала; второе место — Иван Квасов; пол третьего — Влад Борискин; пол третьего — Дмитрий Богатырев.
- 2010 год: Первое место — Иван Квасов; второе место — Константин Оснос; третье место — Владимир Борискин.
- 2011 год: Первое место — Константин Оснос; второе место — Ольга Виор; третье место — Ольга Верн.
- 2013 год: Победители — Дмитрий Легеза и Валерий Роньшин. Приз зрительских симпатий разделили Владимир Бауэр и Нина Савушкина.
- 2014 год: Победители — Алексей Смирнов и Андрей Щербак-Жуков.
- 2015 год: Первая премия — Игорь Голубенцев; вторая премия — Валерий Роньшин. Победитель в номинации «Комбинаторная поэзия» — Вадим Гершанов. Приз зрительских симпатий — Михаил Лебедев.
- 2018 год: Первое место — Дмитрий Легеза; второе место — Юрий Татаренко; третье место — Александр Фролов[4].
- 2019 год: Первое место — Юрий Татаренко (Новосибирск); второе место — Максим Гликин (Москва). Диплом «Приз зрительских симпатий» — Александр Габриэль (Бостон)[5].
- 2020 год: Первое место — Игорь Силантьев (Новосибирск); второе место — Алексей Смирнов (Санкт-Петербург); третье место — Вадим Смоляк (Санкт-Петербург)[6].
- 2021 год: Вадим Смоляк (СПб) — 1 место; Илья Плохих (Москва) — 2 место; Михаил Квадратов (Москва) — 3 место; Максим Кузнецов (Москва) — спецприз[7].
- 2022 год: По решению оргкомитета Международного литературного фестиваля «Петербургские мосты» литературные конкурсы «Заблудившийся трамвай» и «Четвероногая ворона» в 2022 году проводиться не будут[8].

## Жюри
- Арсен Мирзаев
- Валерий Земских
- Дмитрий Григорьев
- Владимир Шпаков (до октября 2020 года)

## Организаторы
- Международный литературный фестиваль «Петербургские мосты»
- Фонд «Созидающий мир» — международный социально-культурный проект Вячеслава Заренкова
- Владимир Шпаков — литератор, член оргкомитета фестиваля «Петербургские мосты», председатель жюри и куратор конкурса «Четвероногая ворона» (до 2020 года)

## Факты
- На 10-летний юбилей «Четвероногой вороны», вместо конкурса был проведён Хармс-парад «Корона «вороны», в котором приняли участие победители прошлых лет, а также гости — российские и зарубежные литераторы: Россия (Москва, Калининград, Ставрополь, Армавир, Нижний Новгород, Казань), Беларусь, Украина, Латвия, США, Бельгия, Таиланд[9].
- Финал конкурса, как правило, проходит в одном из магазинов торговой сети «Буквоед», последние годы проходит на «Книжных аллеях» в Санкт-Петербурге[10].
- Генеральный спонсор — фонд «Созидающий мир».